# バハマ海軍艦艇一覧
バハマ海軍艦艇一覧は、バハマ国海軍が過去保有した、または現在保有する、または将来保有する予定の、未完成・計画中止を含めた歴代艦艇一覧である。
凡例

## 現有勢力（2024年現在）
- 国防予算：9,450万ドル[1]
- 海軍人員：1,500名[1]
- 艦船隻数：11隻（排水量20t以上）[1]

哨戒艇×10
輸送艇×1

## 艦艇一覧（近代海軍）

### 哨戒艦艇

#### 哨戒・警備艦艇
哨戒艇
- 『103フィート』型 - 2隻

マーリン（P-01 Marlin）
フラミンゴ（P-02 Flamingo）
- 『キース・ネルソン(Keith Nelson)』型 - 7隻

アクリンズ（P-21 Acklins）
アンドロス（P-22 Andros）
エリューセラ（P-23 Eleuthera）
サン・サルバドル（P-24 San Salvador）
エグズーマ（P-25 Exuma）
アバコ（P-26 Abaco）
イナグア（P-27 Inagua）
- 『プロテクター(Protector)』型 - 3隻

イエロー・エルダー（P-03 Yellow Elder）
ポート・ネルソン（P-04 Port Nelson）
サマナ（P-05 Samana）
- 旧・米巡視艇 - 6隻

フェンリック・スターラップ（P-06 Fenrick Sturrup） ※ 元・『ショールウォーター（Shoalwater）』
デビット・タッカー（P-07 David Tucker） ※ 元・『アップライト（Upright）』
オースチン・スミス（P-08 Austin Smith） ※ 元・『カレント（Current）』
エドワード・ウィリアム（P-09 Edward William） ※ 元・『ヨーク（York）』
サン・サルバドル（P-10 San Salvador-II） ※ 元・『フォックス（Fox）』
フォート・フィンキャッスル（P-11 Fort Fincastle） ※ 元・『（Morgan）』
- 『40フィート ドーントレス』型 - 2隻

P-42、43
- 『バハマ(Bahamas)』型 - 2隻

バハマ（P-60 Bahamas）
ナッソー（P-61 Nassau）
漁業監視船
- 各型 - 4隻

P-34 ※ 元・『カルメン・ロサ（Carmen Rosa）』
P-35 ※ 元・『キャリー（Carey）』
P-36 ※ 元・『マリア・メルセデス（Maria Mercedes）』
P-37 ※ 元・『マリア・メルセデスⅡ（Maria Mercedes-II）』

### 補助艦艇

#### 補給艦艇
補給艦
- フォート・モンタージュ（A-01 Fort Montague） - 1隻
- フォート・シャーロット（A-02 Fort Charlotte） - 1隻

#### 支援艦艇
救難艇
- 『Arctik-24』型 - 1隻

#### その他
ランチ・艀
- 『29フィートGRP』型 - 4隻

P-30、31、32、33
- 『チャレンジャー』型 - 1隻

P-41
- 各型 - 6隻

P-101、102、103、104、105、106
- 『インパクト(Impact)』型 - 2隻

P-110、111
- 『ウーフー(Wahoo)』型 - 2隻

P-112、113
各種ヨット
- 『45フィート』型 - 1隻

P-36